# Переміжжя
Перемі́жжя — село в Україні, у Житомирському районі Житомирської області. Входить до складу Радомишльської міської громади. Населення становить 70 осіб.